# ヒュドリア

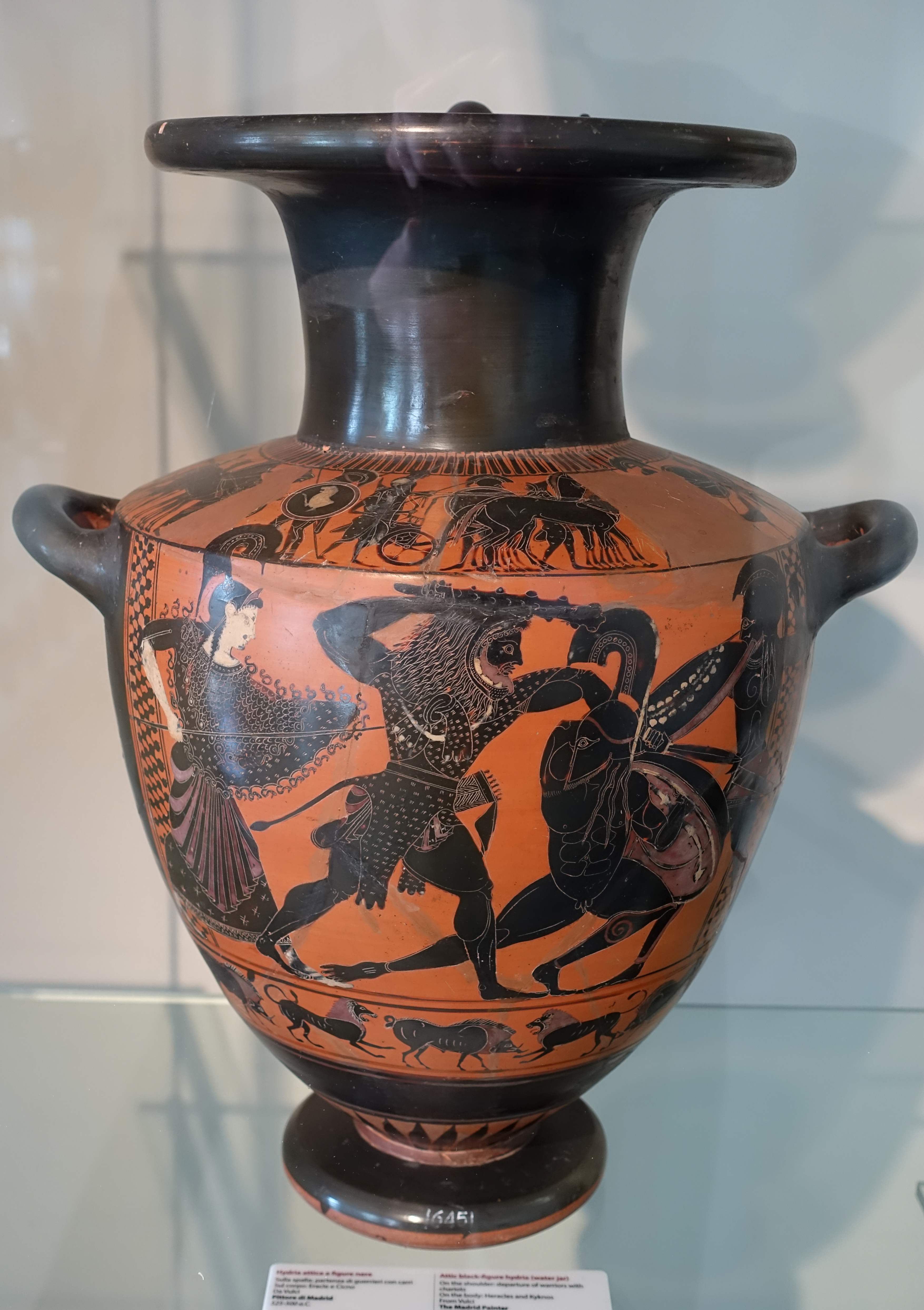
マドリードの画家によるアッティカ黒絵式ヒュドリア。キュクノスと戦うヘラクレスを描いている。前525年頃から前500年頃。ヴァチカン美術館所蔵。

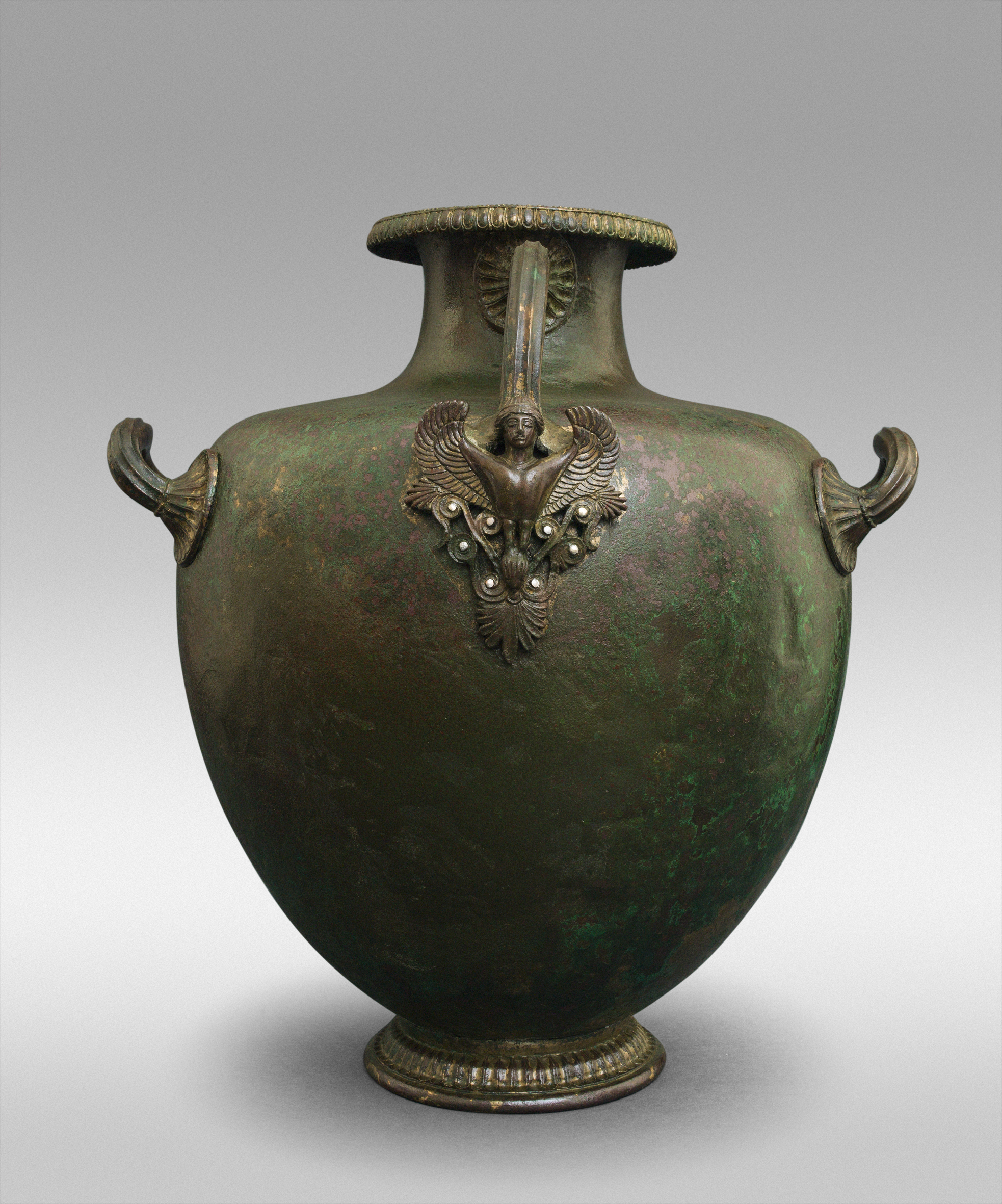
セイレンの取っ手が付いた青銅製ヒュドリア。前460年から450年頃。ブルガリア、ソフィアの Vassil Bojkov Collection 所蔵。

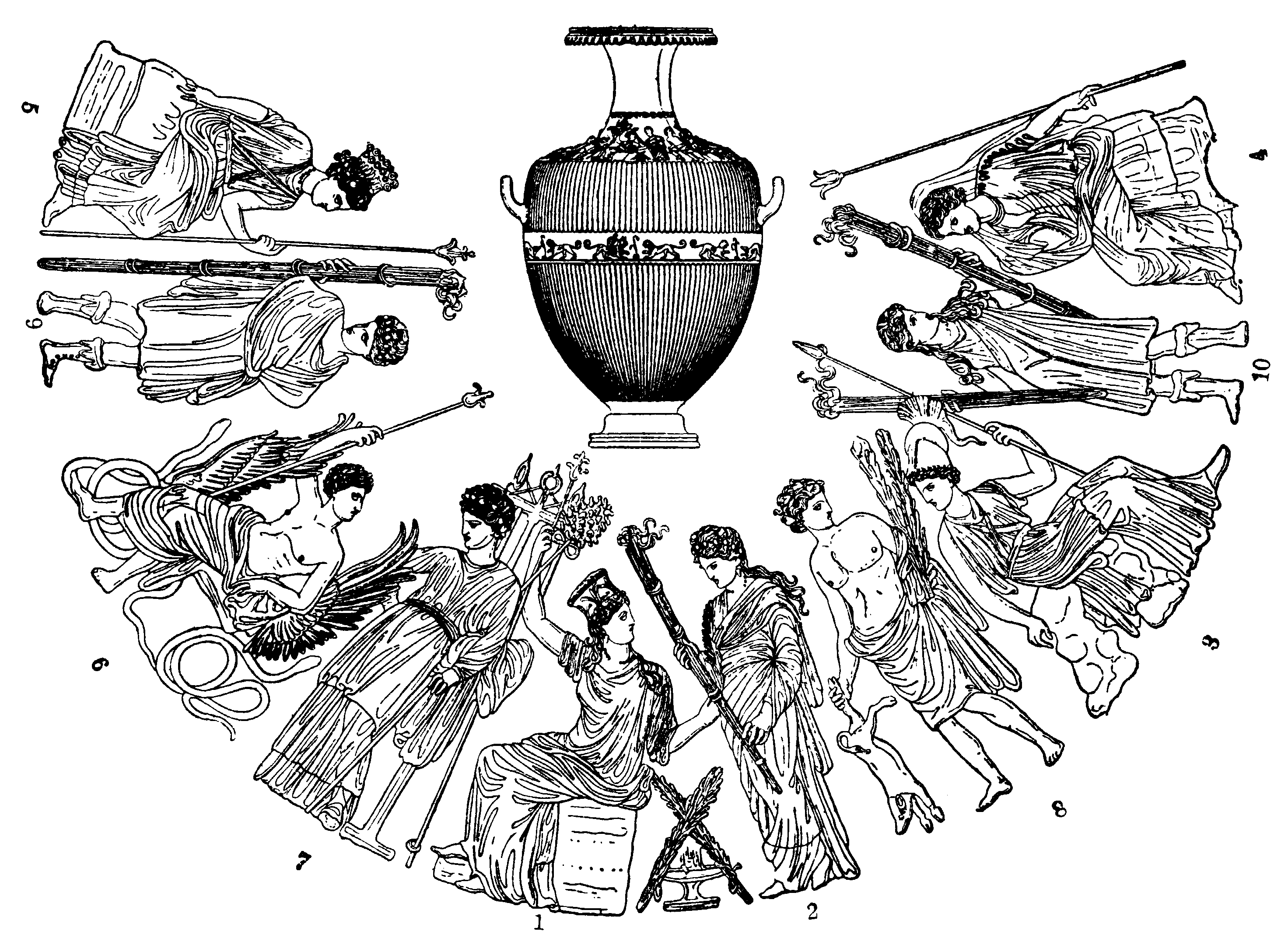
肩の部分にギリシア神話の神々が描かれたレジーナ・ヴァソルム。前4世紀頃。エルミタージュ美術館所蔵。

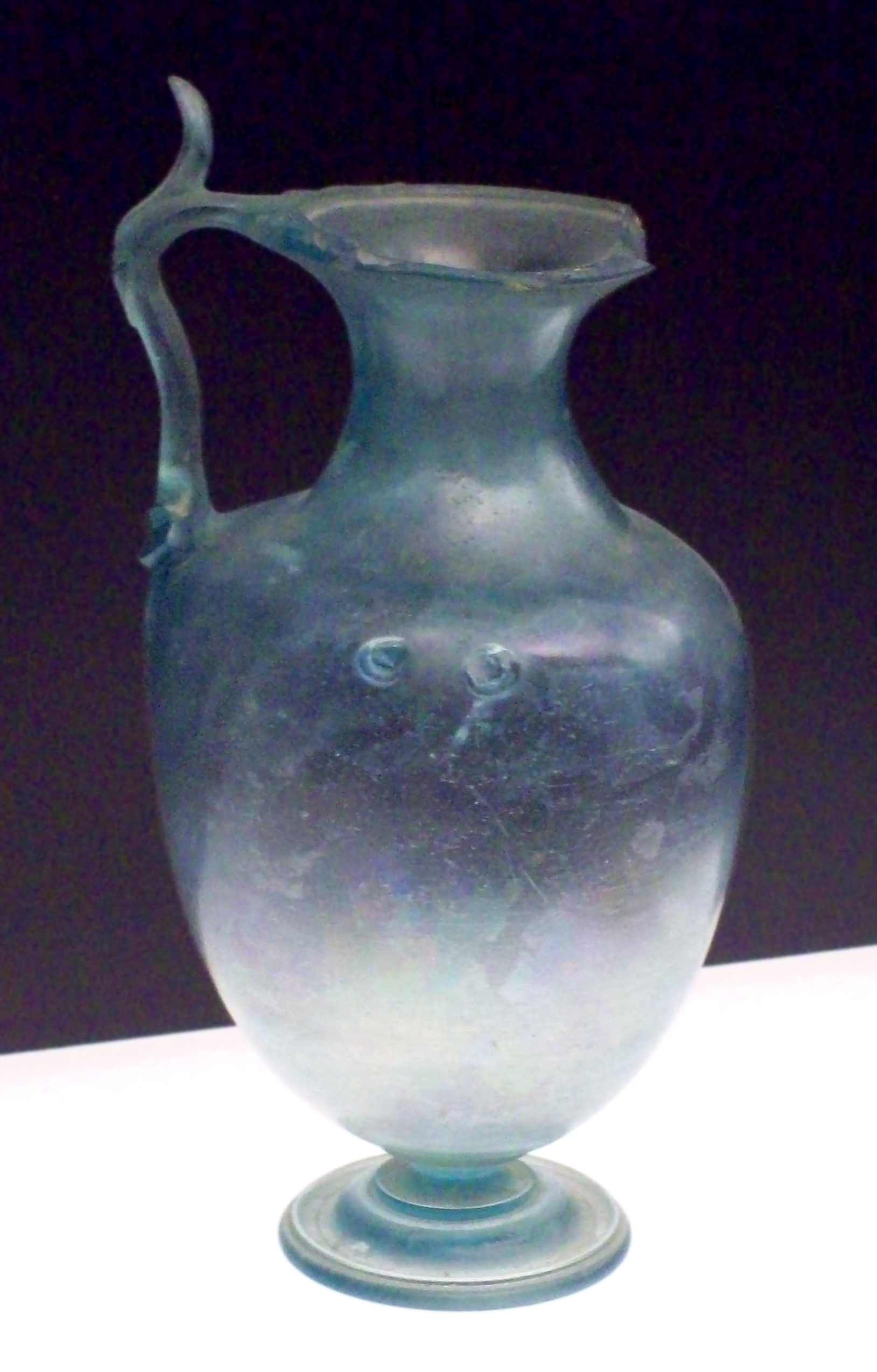
ローマ時代のガラス製ヒュドリア。50年から400年頃。スペイン国立考古学博物館所蔵。

ヒュドリア（古希: ὑδρία, hydria）は、古代ギリシアの金属工芸および陶芸で制作された容器の一種である。複数形はヒュドリアイ（古希: ὑδρίαι, hydriai）。「水」を意味する古代ギリシア語 ὕδωρ を語源とするように、水の運搬に用いられた。

## 概要
ヒュドリアの特徴として3つの取っ手があり、持ち上げて運ぶために容器の両側にある2つの水平の取っ手が使用され、水を注ぐときには2つの取っ手の中央にある垂直の取っ手が使用された。3つ目の取っ手がないタイプはカルピス（kalpis）と呼ばれる。また小さなヒュドリアのより小型のものをヒュドリスケ（hydriske）あるいはヒュドリスコス（hydriskos）と呼ぶ。
赤絵式・黒絵式の両方で見ることができ、しばしば道徳的および社会的義務を反映したギリシア神話の場面が描かれた。一般的に黒絵式は首と肩、胴体の部分がはっきり分かれたものが多く、逆に赤絵式は首や肩が丸みを帯びて連続しているものが多い。描かれた絵は主に胴体の前面部分に描かれ、垂直の取っ手がある背面部分に描かれることは少ない。
ヒュドリアのデザインは紀元前6世紀半ば頃に、より実用的な目的に合わせて変更された。当初は胴が幅広で肩が広く丸みを帯びた形状をしていたが、後に斜めの胴体と平らな肩が組み合わさったデザインに変更された。この変更は家や集会の場所に水を運ぶ作業を容易にするために行われた。古代ギリシアでは集会でワインを希釈することなく飲むことは文化的ではないと認識されており、ヒュドリアは水を運ぶだけでなく、ワインを希釈するために使用された。また単に水を入れるだけでなく、火葬の灰を入れたり、選挙の票を入れるのにも用いられた。たとえば青銅製ヒュドリアに見られるセイレンは歌声で船乗りを破滅させる神話上の怪物で、古代ギリシアの墓石に故人を嘆きあるいは見守るかのように刻まれている。したがって青銅製ヒュドリアのセイレンは何らかの葬礼機能を表していると考えられる。
紀元前5世紀半ばまでに、ギリシアの職人たちは青銅でヒュドリアを制作していたが、その一部は非常に細かい図像で装飾されていた。6世紀の例はベルンの歴史博物館に所蔵されている。このような容器はまたミケーネ時代の陶器でも知られていた。エトルリアのカエレでは前6世紀の後半にカエレ式ヒュドリアと呼ばれる黒絵式ヒュドリアが制作された。シンプルなデザインと神話をモチーフとした黒絵に特徴がある。
レジーナ・ヴァソルム（Regina Vasorum, 「花瓶の女王」）はエルミタージュ美術館の有名な晩期（紀元前4世紀）のヒュドリアで、イタリアで発見された。

## ギャラリー

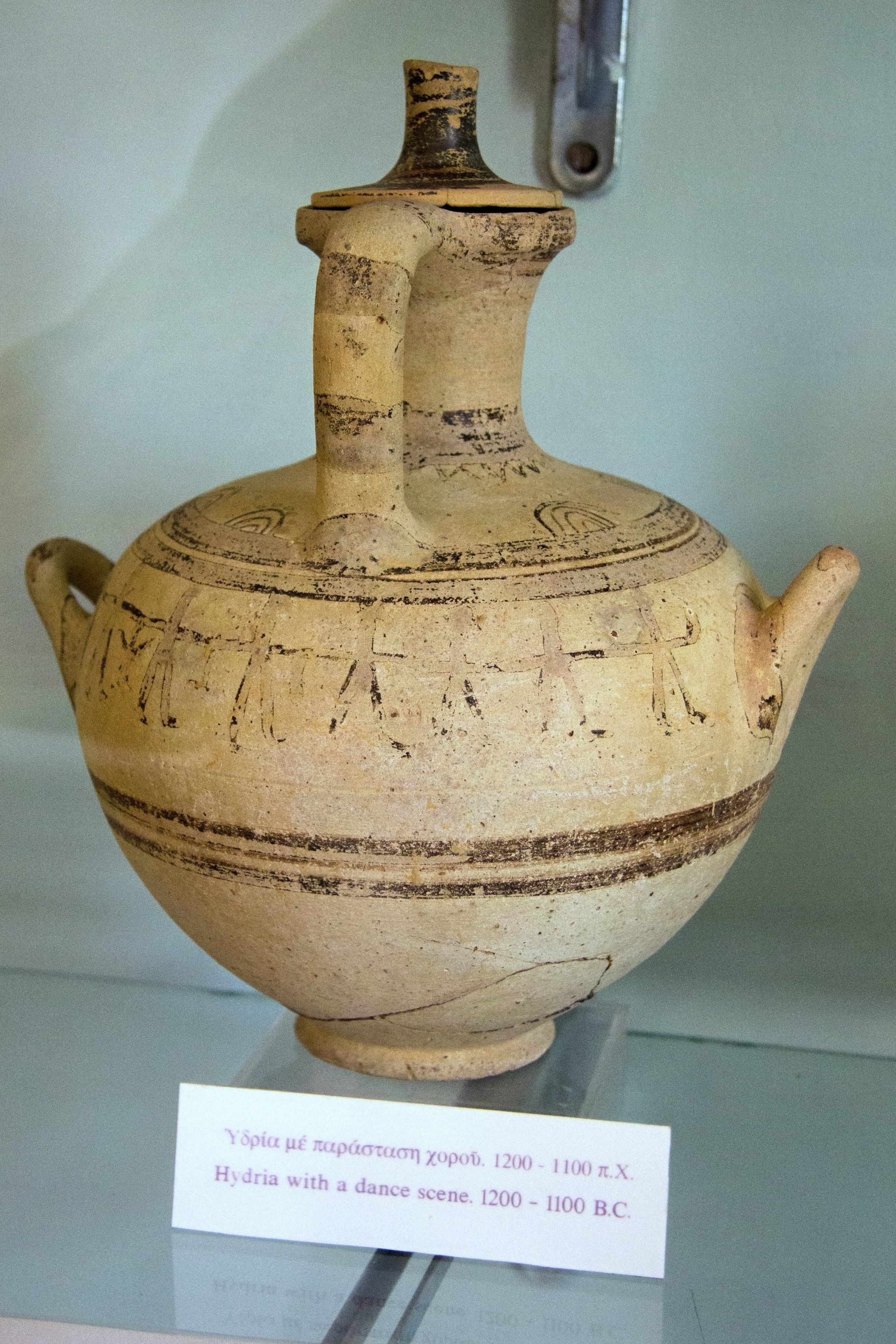
踊る人を描いたミケーネ時代のヒュドリア 前1200年から前1100年頃 ナクソス考古学博物館（英語版）所蔵
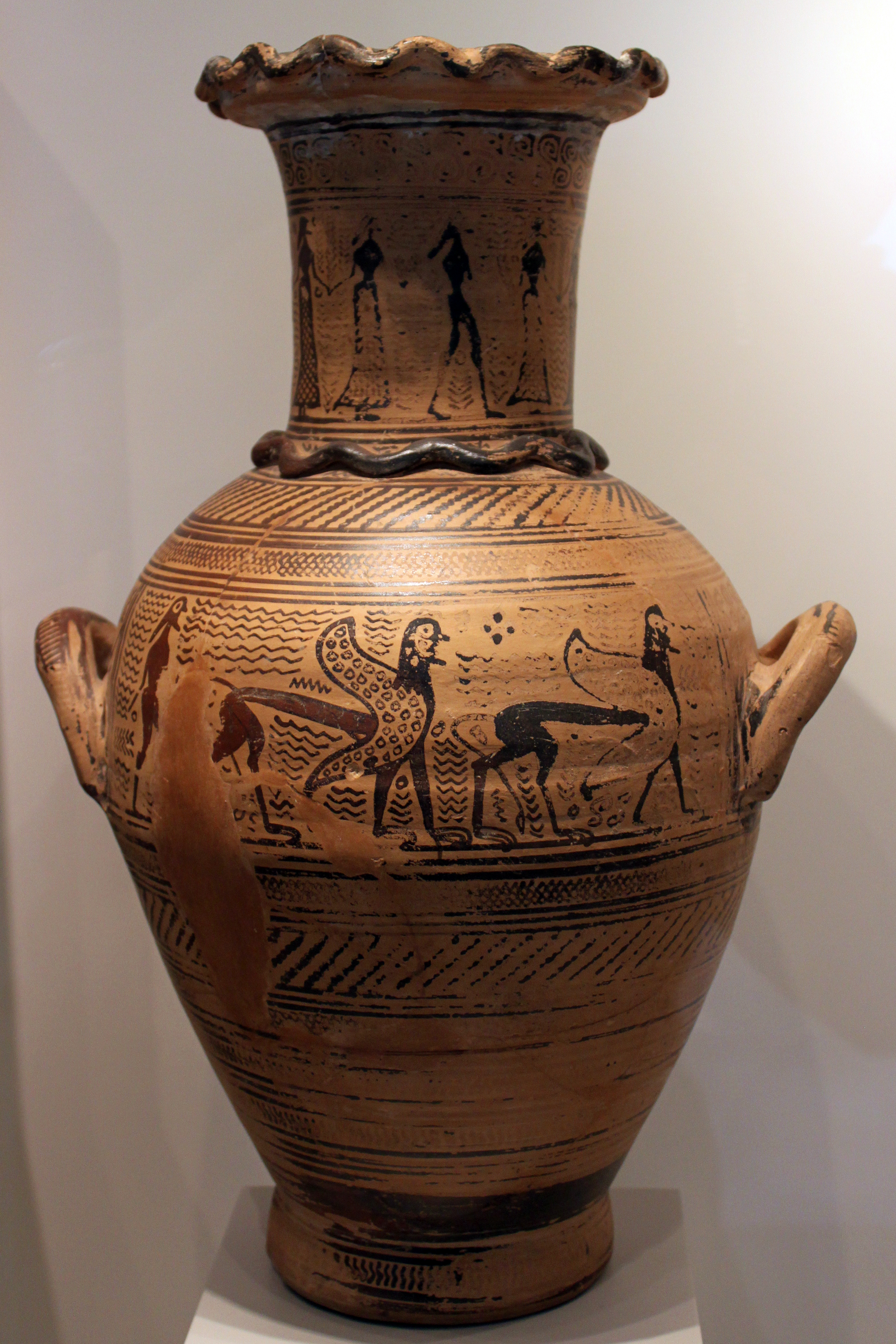
スピンクスを描いた前アッティカ様式のヒュドリア 前700年頃 旧博物館所蔵
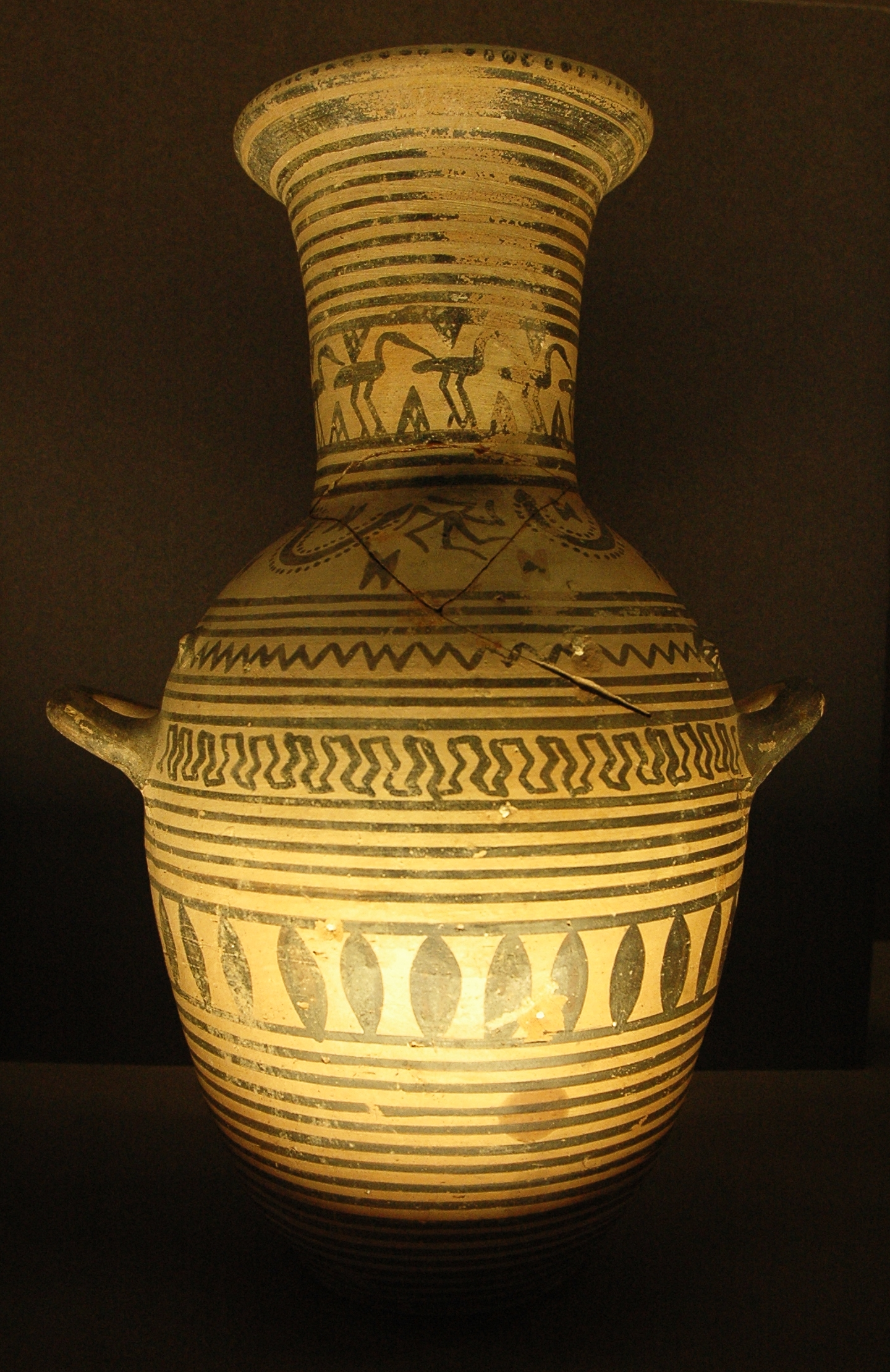
鳥を描いたボイオティアの幾何学様式ヒュドリア 前700年から前650年頃 ルーヴル美術館所蔵
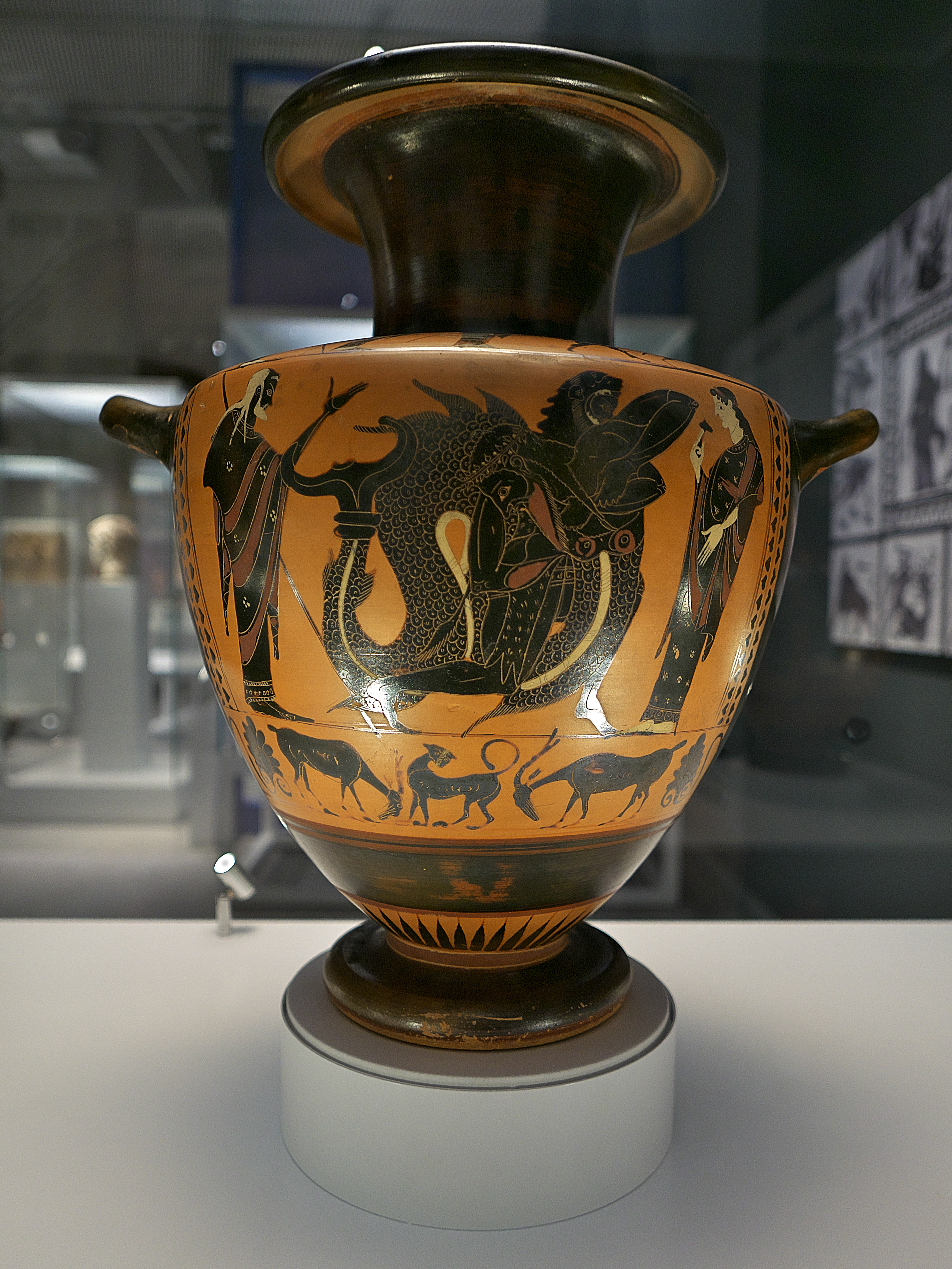
ヘラクレスとトリトンを描いたアッティカ黒絵式ヒュドリア 前530年頃から前520年頃 大英博物館所蔵
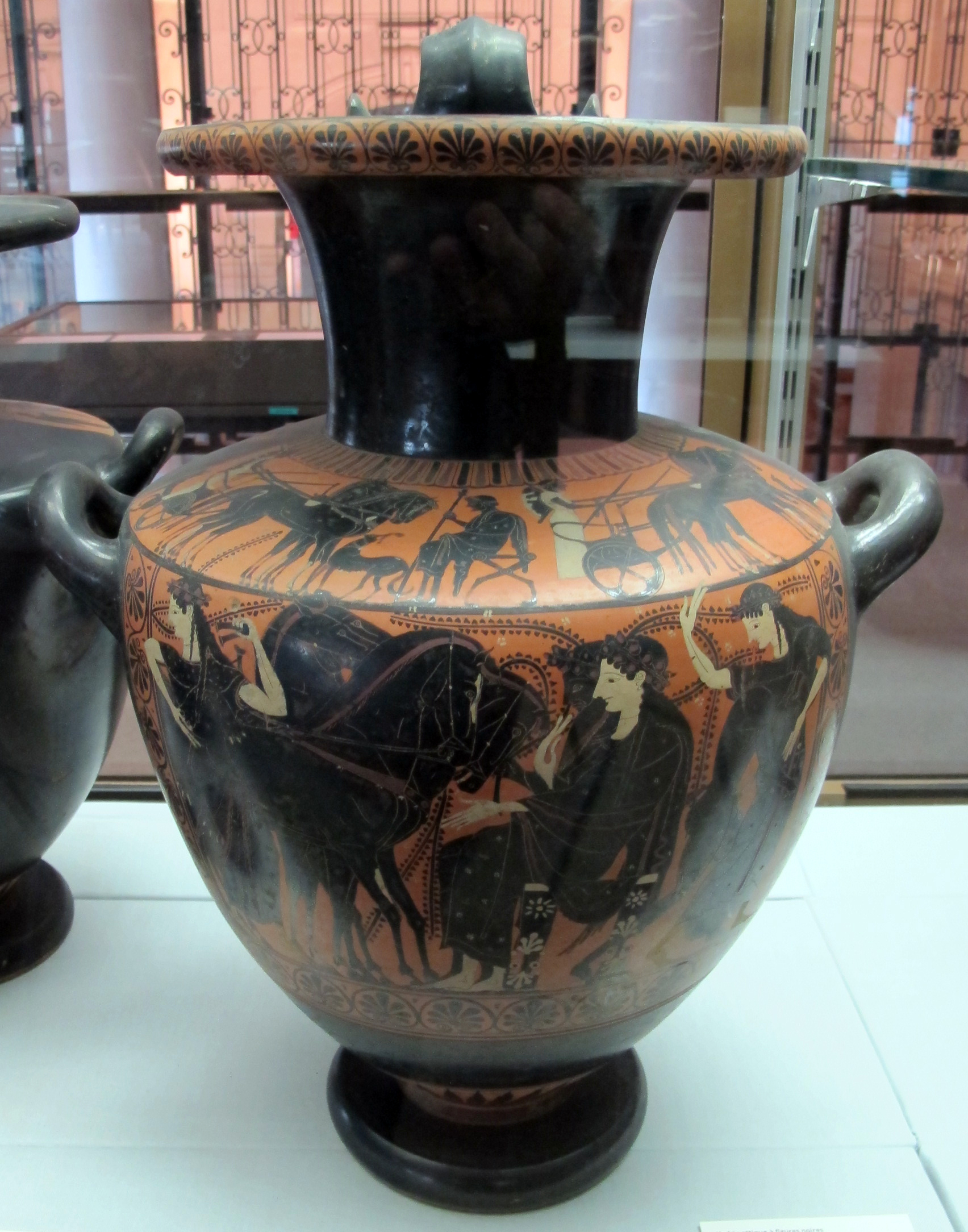
夜明けの画家（英語版）によるアッティカ黒絵式ヒュドリア 前550年頃から前500年頃
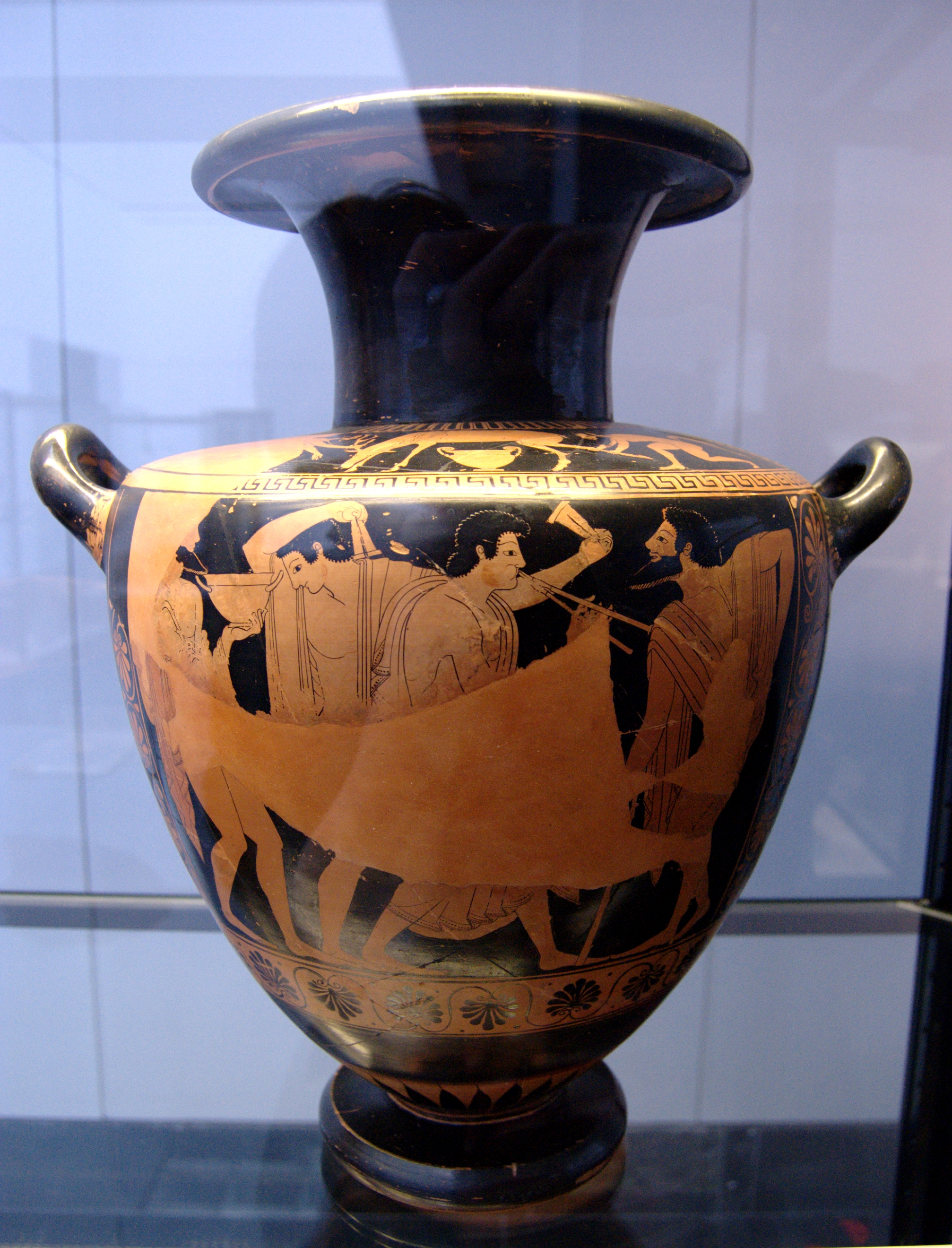
陶画家ピンティアス（英語版）によるアッティカ赤絵式ヒュドリア 前500年頃 州立古代美術博物館所蔵
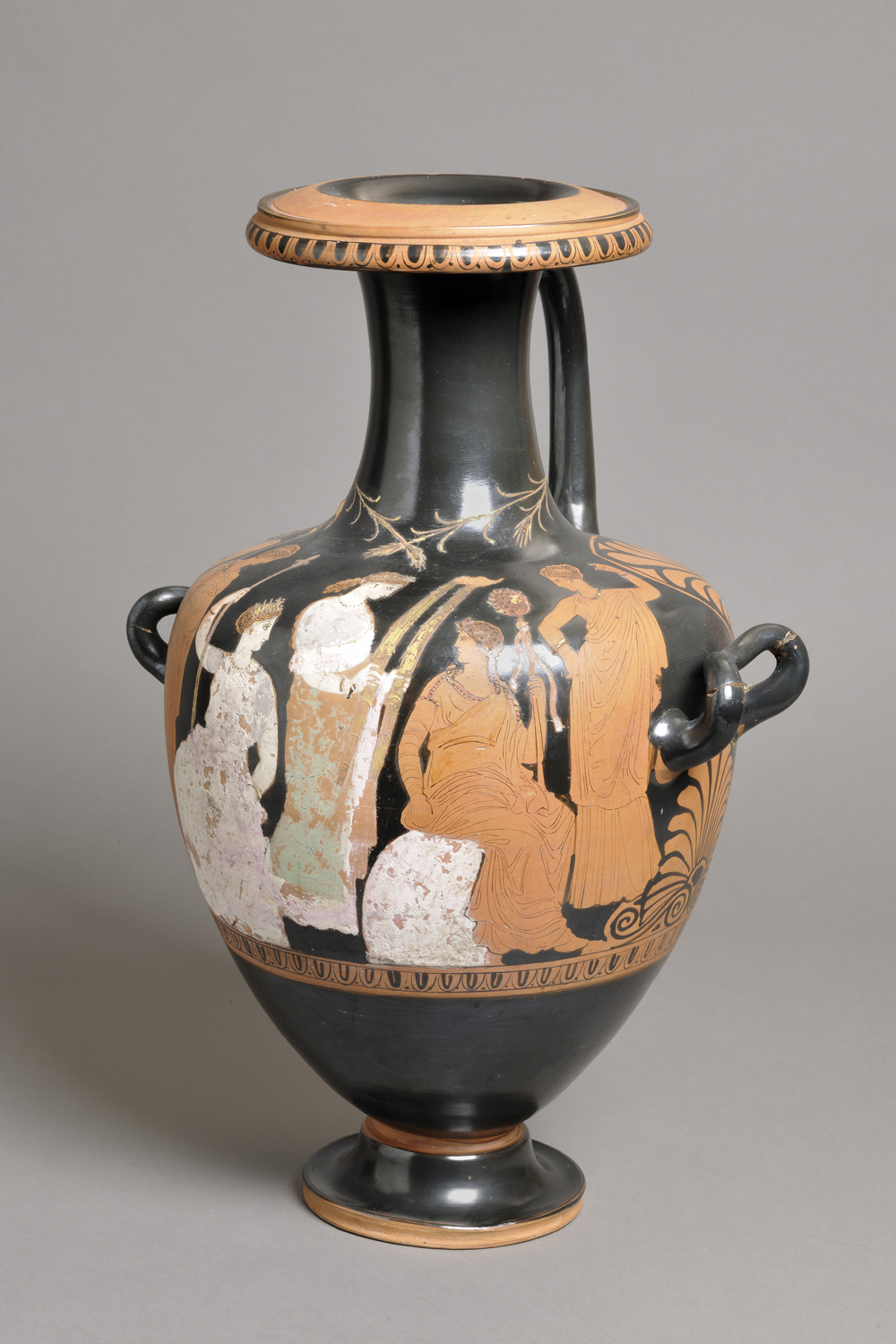
エレウシスの秘儀のヒュドリア（英語版） 前4世紀頃 リヨン美術館所蔵
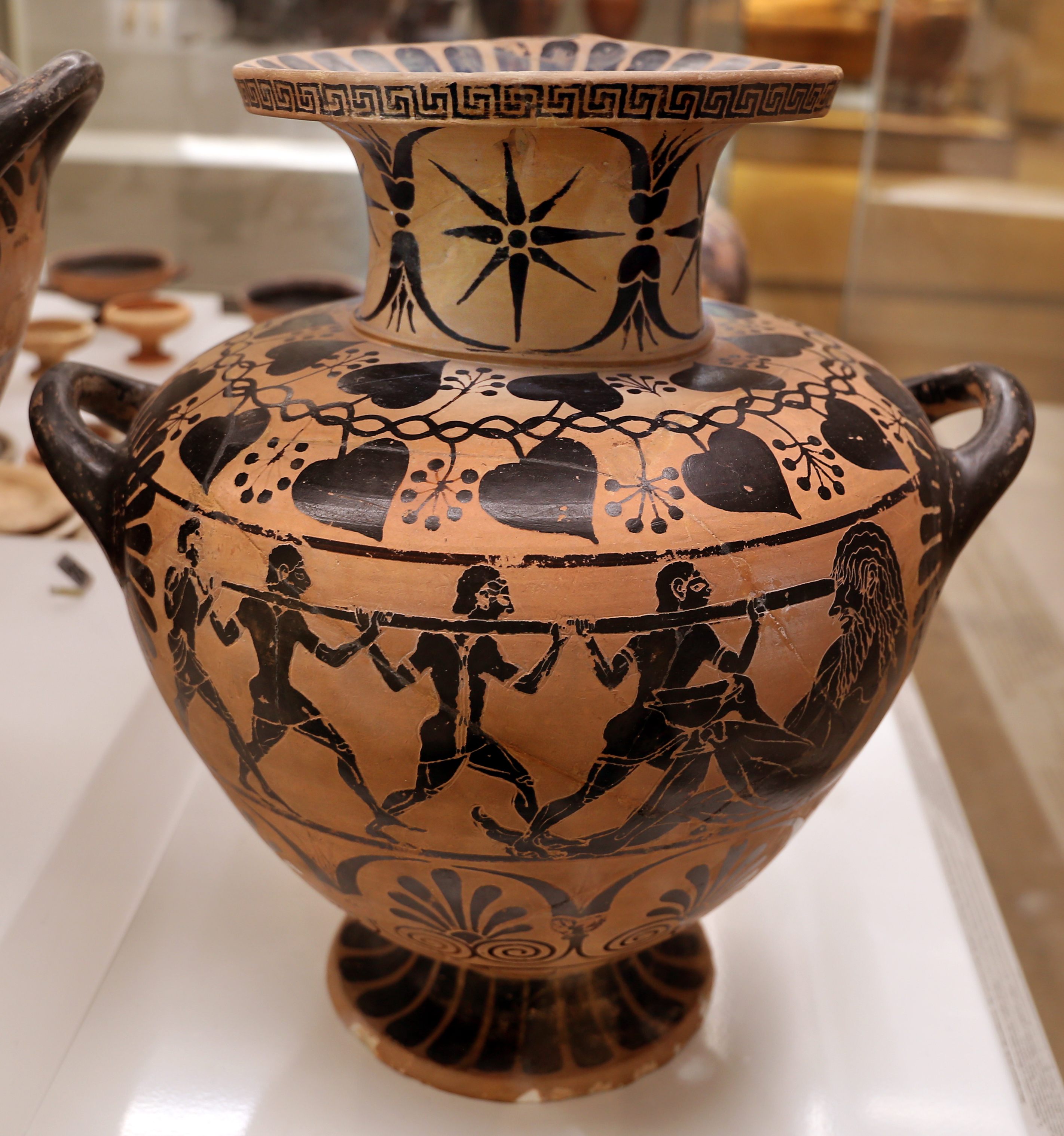
カエレ式ヒュドリア ポリュペモスの眼を潰すオデュッセウスを描いている 前530年から前520年頃 ヴィラ・ジュリア国立博物館所蔵
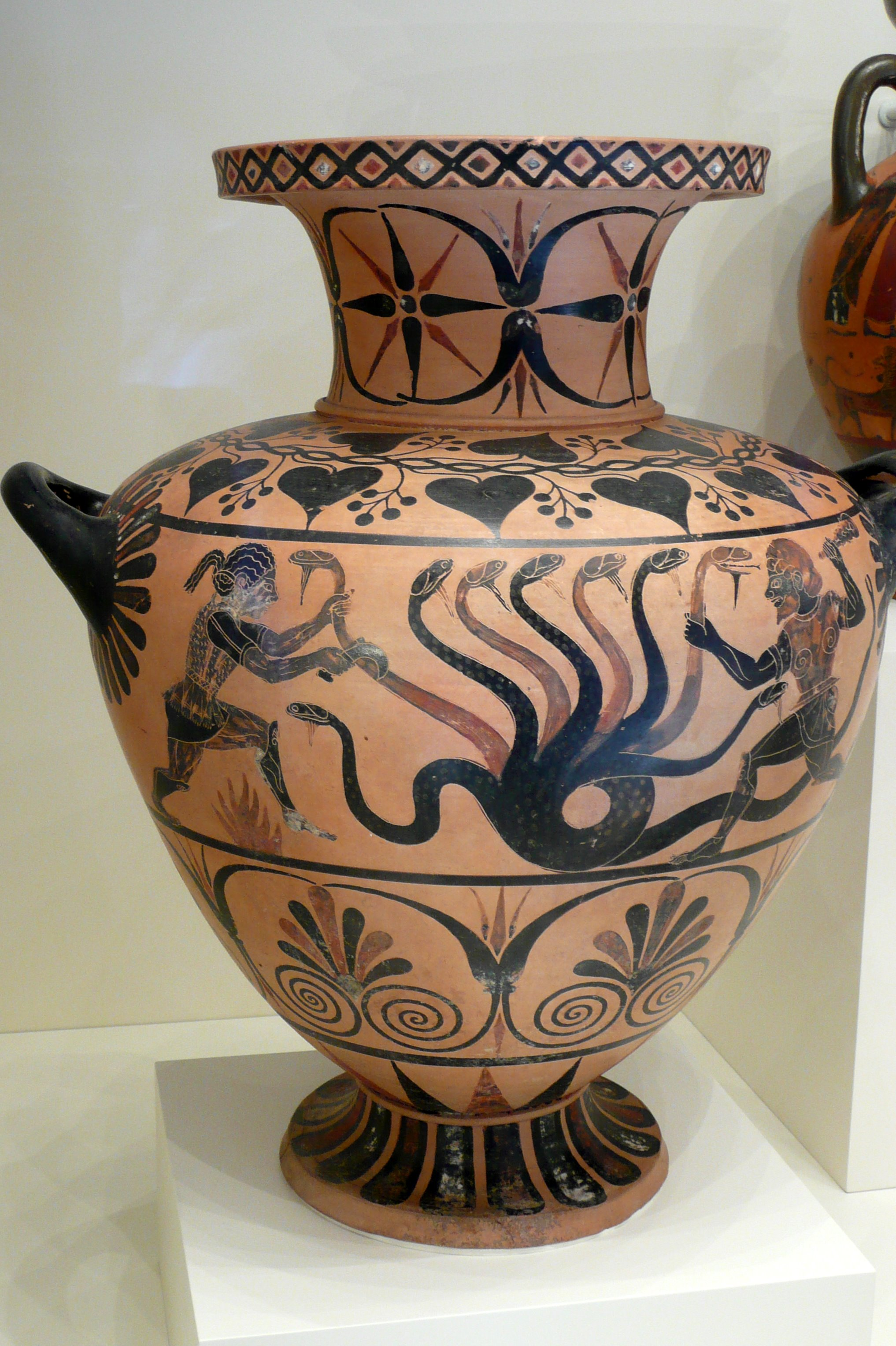
カエレ式ヒュドリア ヒュドラと戦うヘラクレスとイオラオスを描いている 前525年頃
ゲティ・ヴィラ（英語版）所蔵
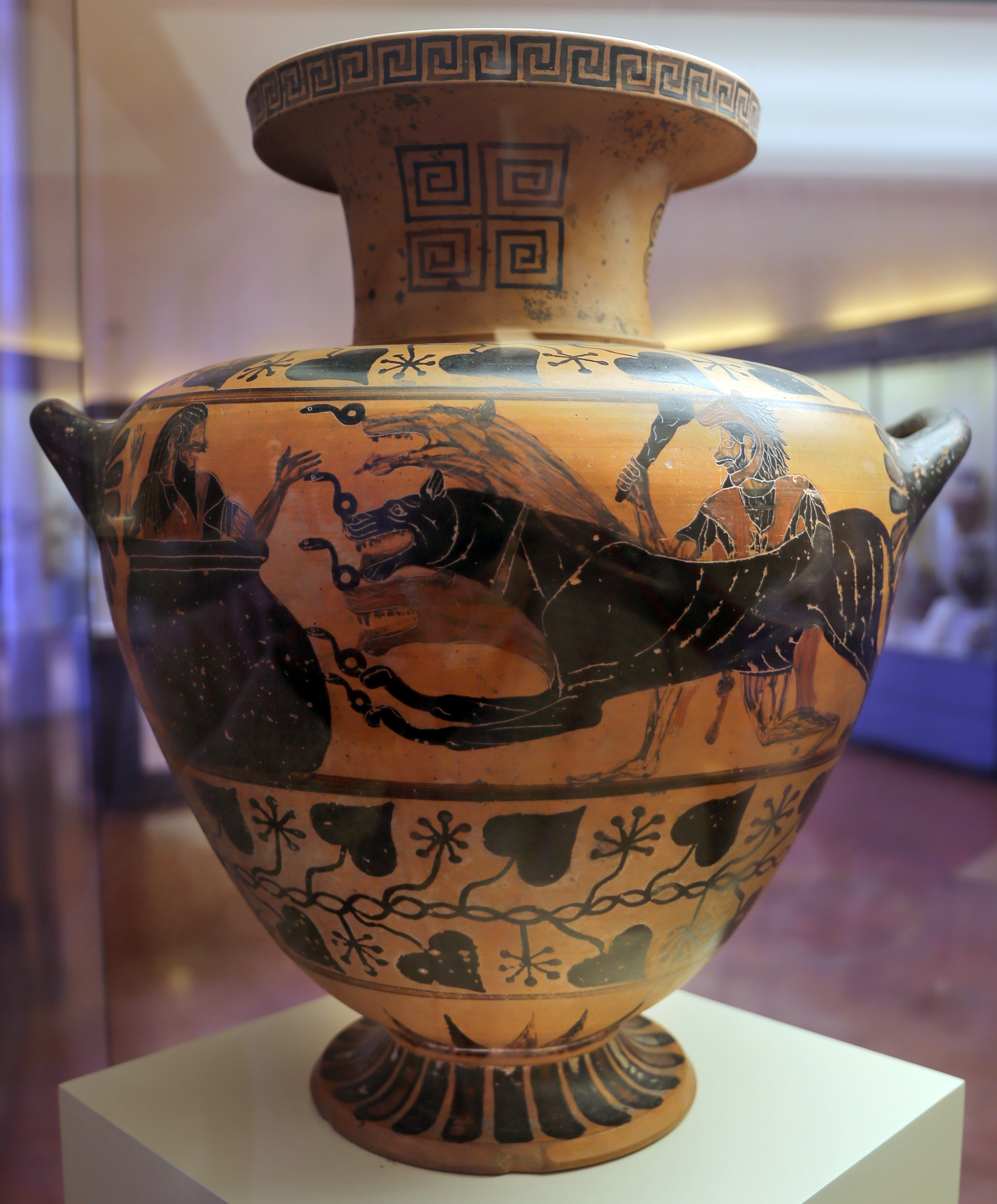
カエレ式ヒュドリア エウリュステウスの前にケルベロスを連れて行くヘラクレスを描いている 前525年頃 ルーヴル美術館所蔵
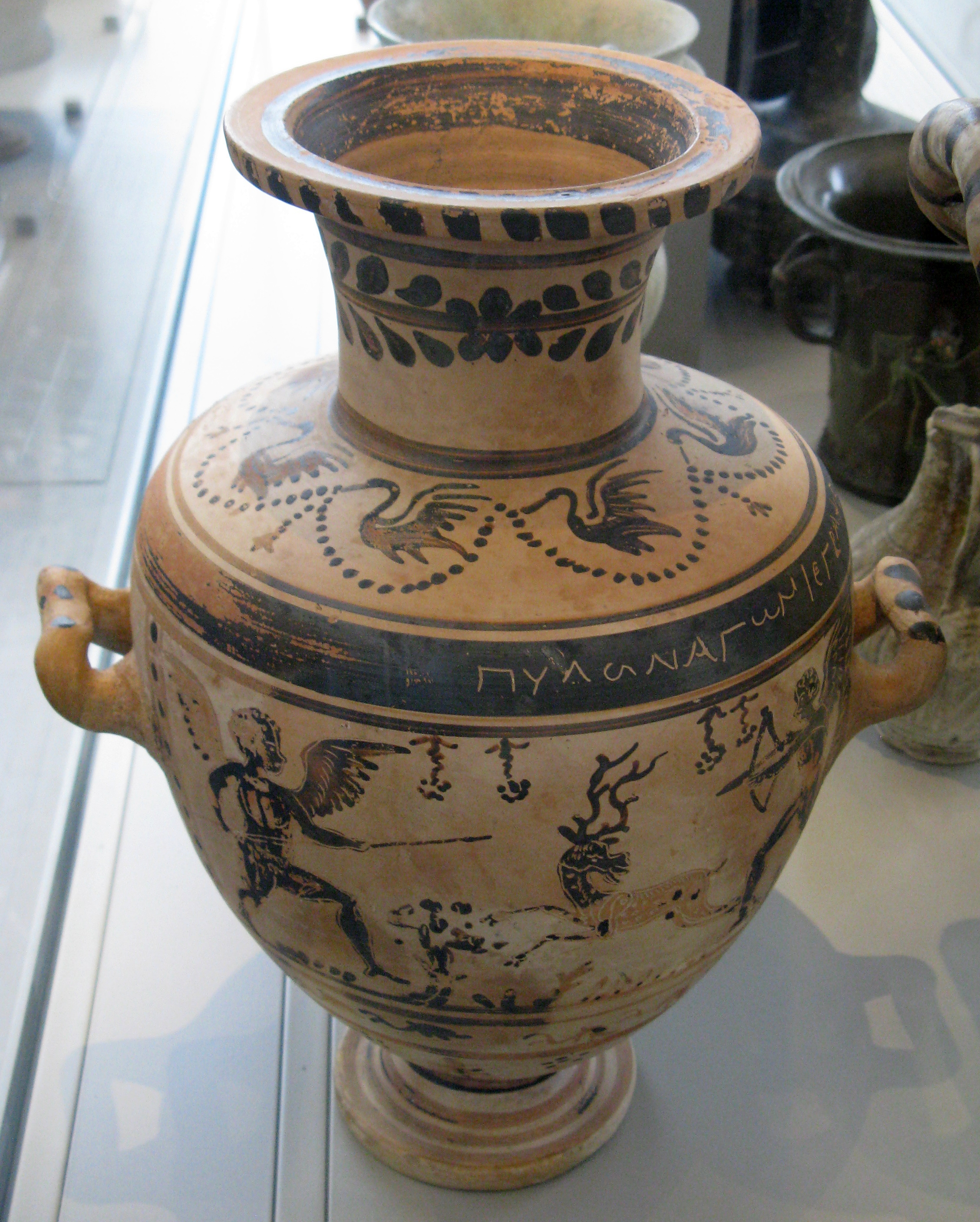
ハドラの花瓶（Hadra vase）と呼ばれるヘレニズム時代のヒュドリア 前3世紀頃 旧博物館所蔵
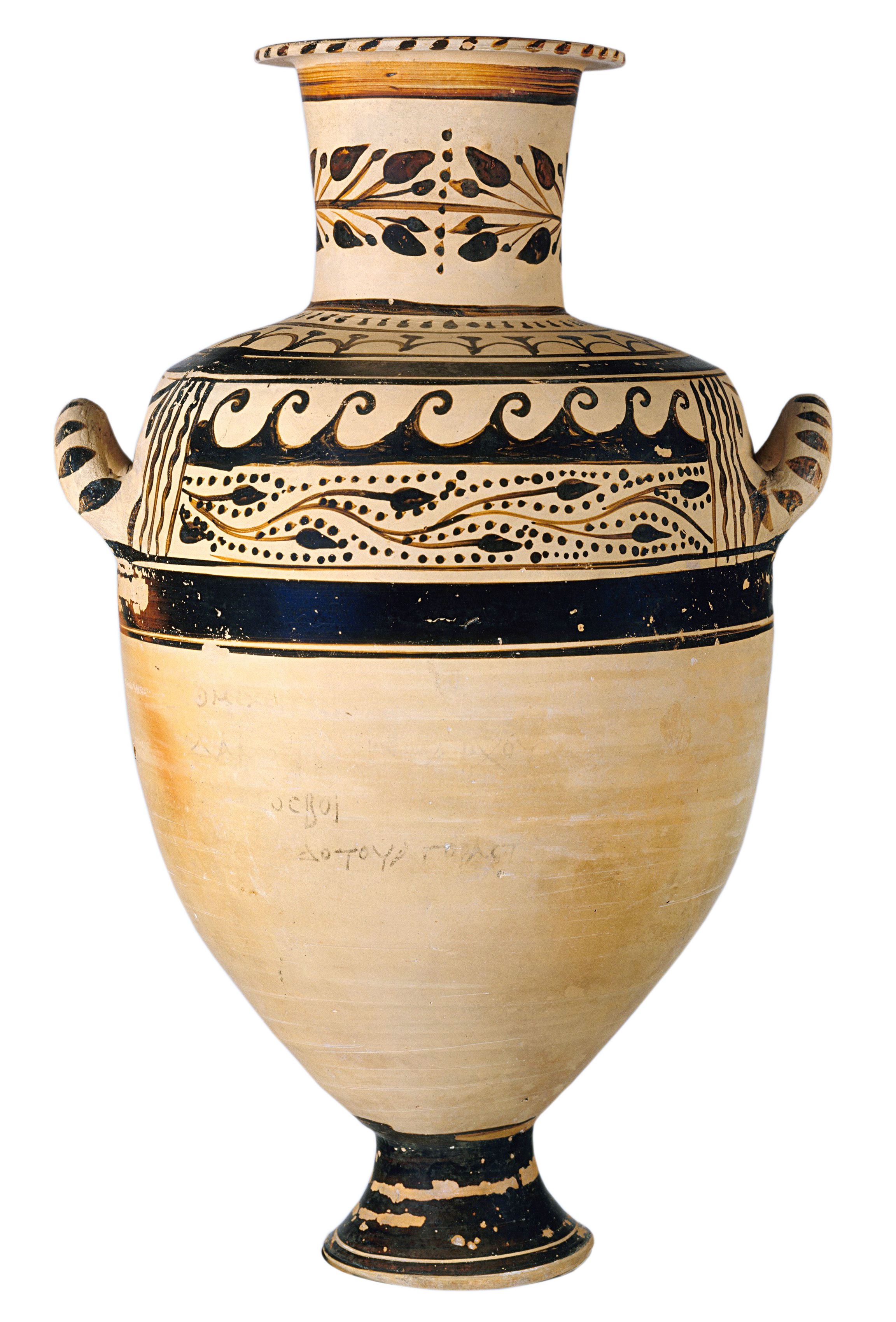
ハドラの花瓶 前3世紀頃 メトロポリタン美術館所蔵

### 絵画に描かれたヒュドリア
ヒュドリアにはしばしば水を汲む女性たちが描かれた。そこには女性たちがヒュドリアを頭に載せて水くみ場を訪れる姿が描かれている。

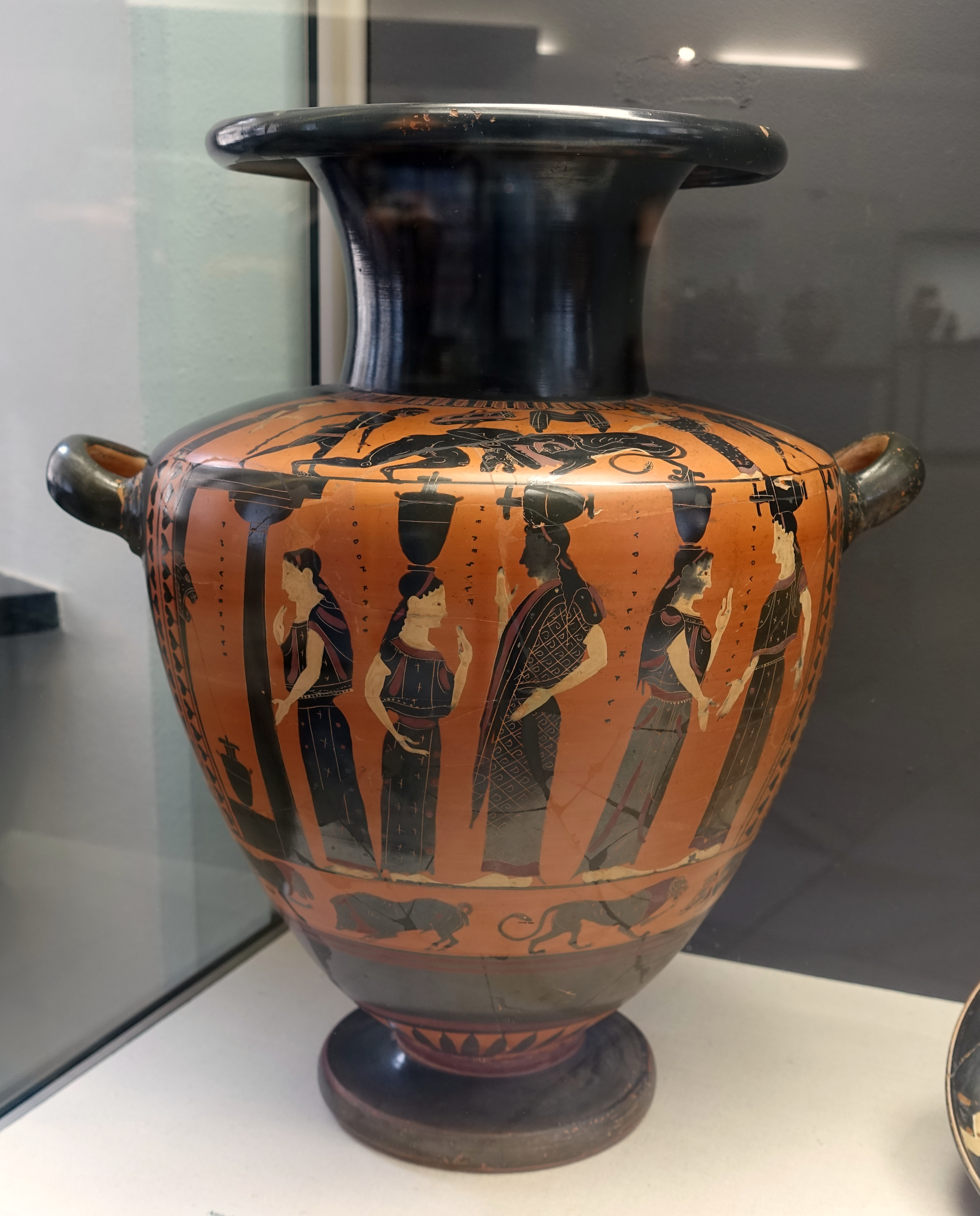
アッティカ黒絵式ヒュドリア 前530年頃 マルティン・フォン・ワーグナー考古学博物館（ドイツ語版）所蔵
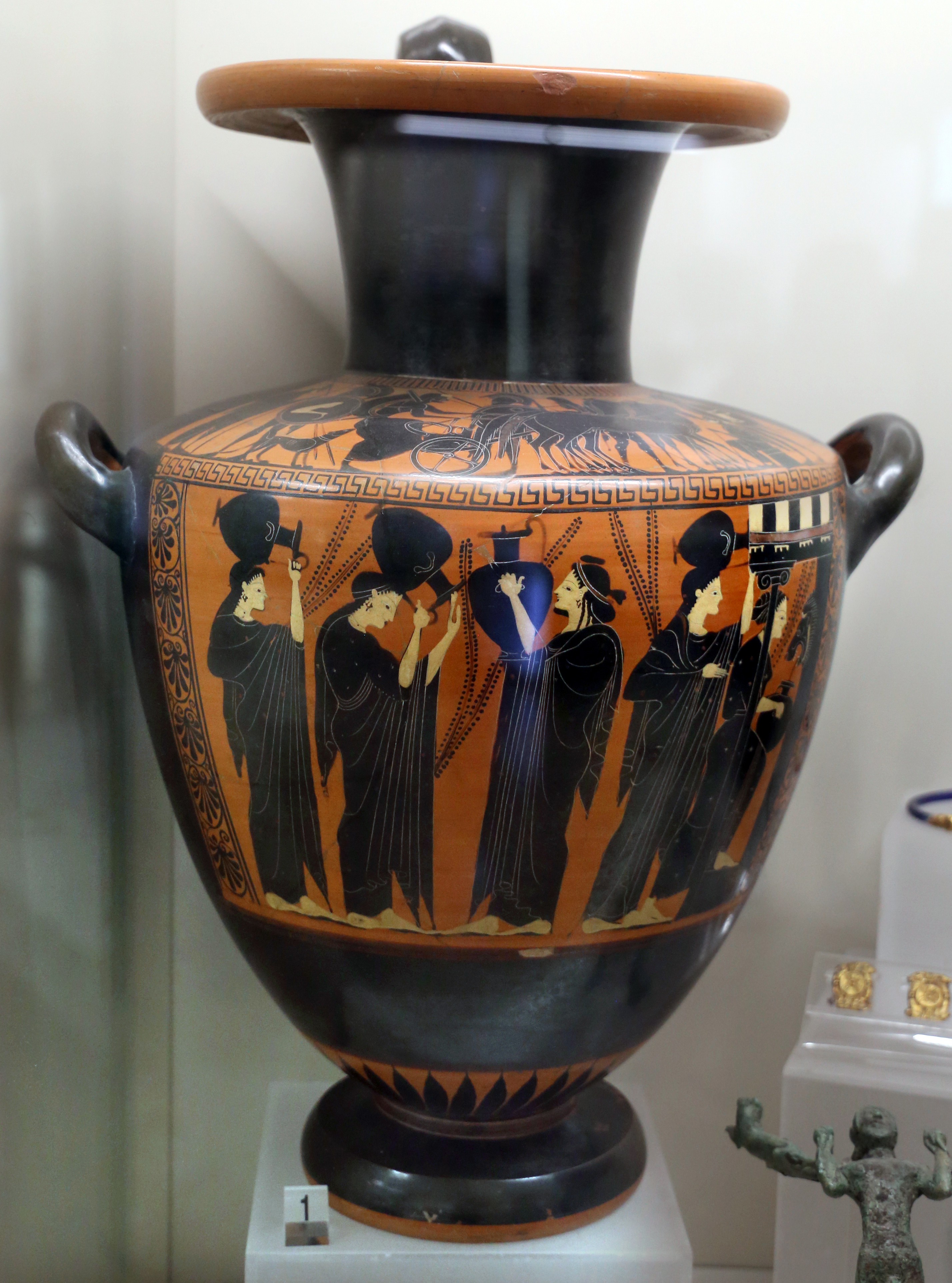
アッティカ黒絵式ヒュドリア 前520年から前500年頃 ヴィラ・ジュリア国立博物館所蔵
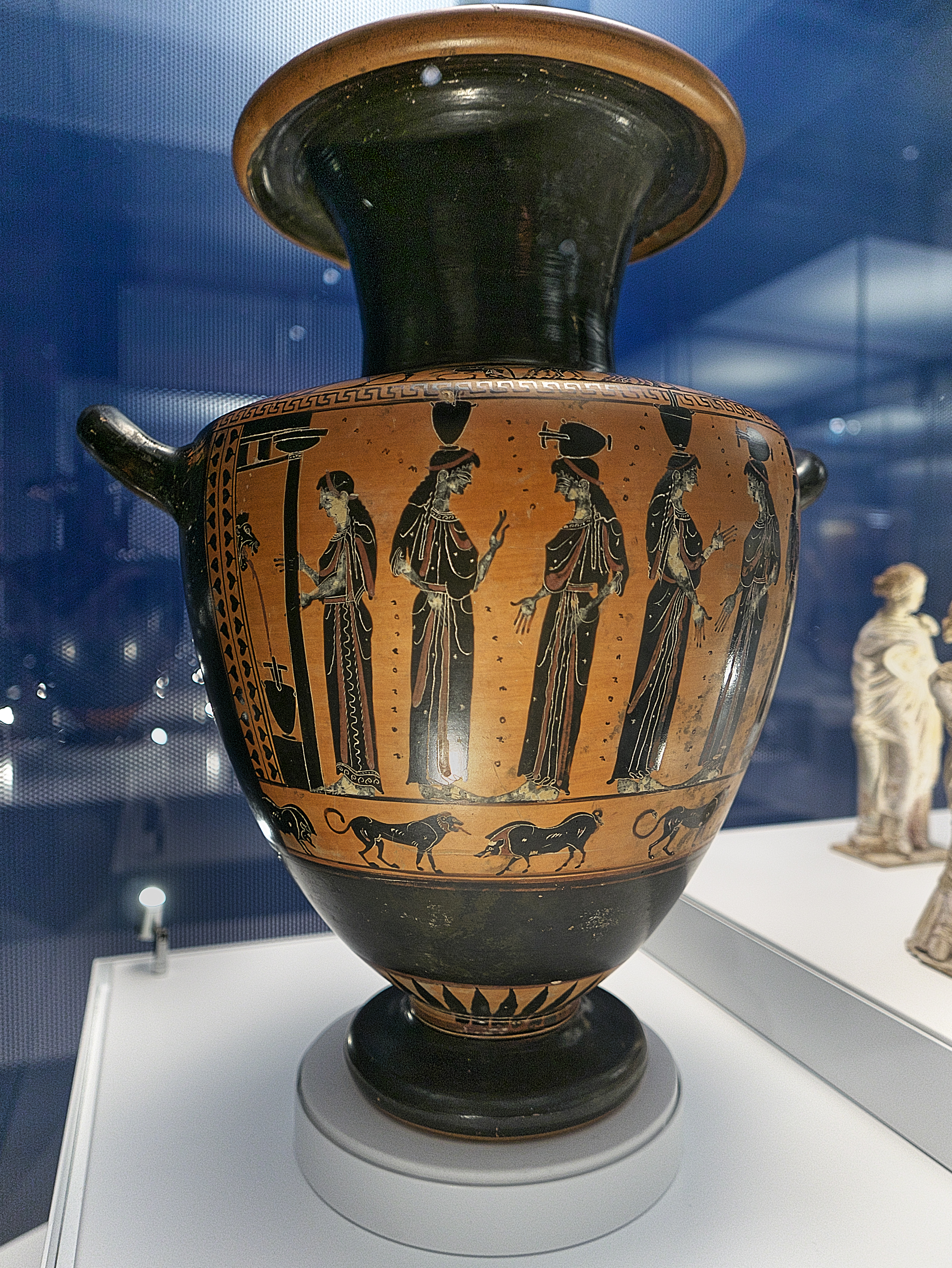
アッティカ黒絵式ヒュドリア 前510年頃 大英博物館所蔵
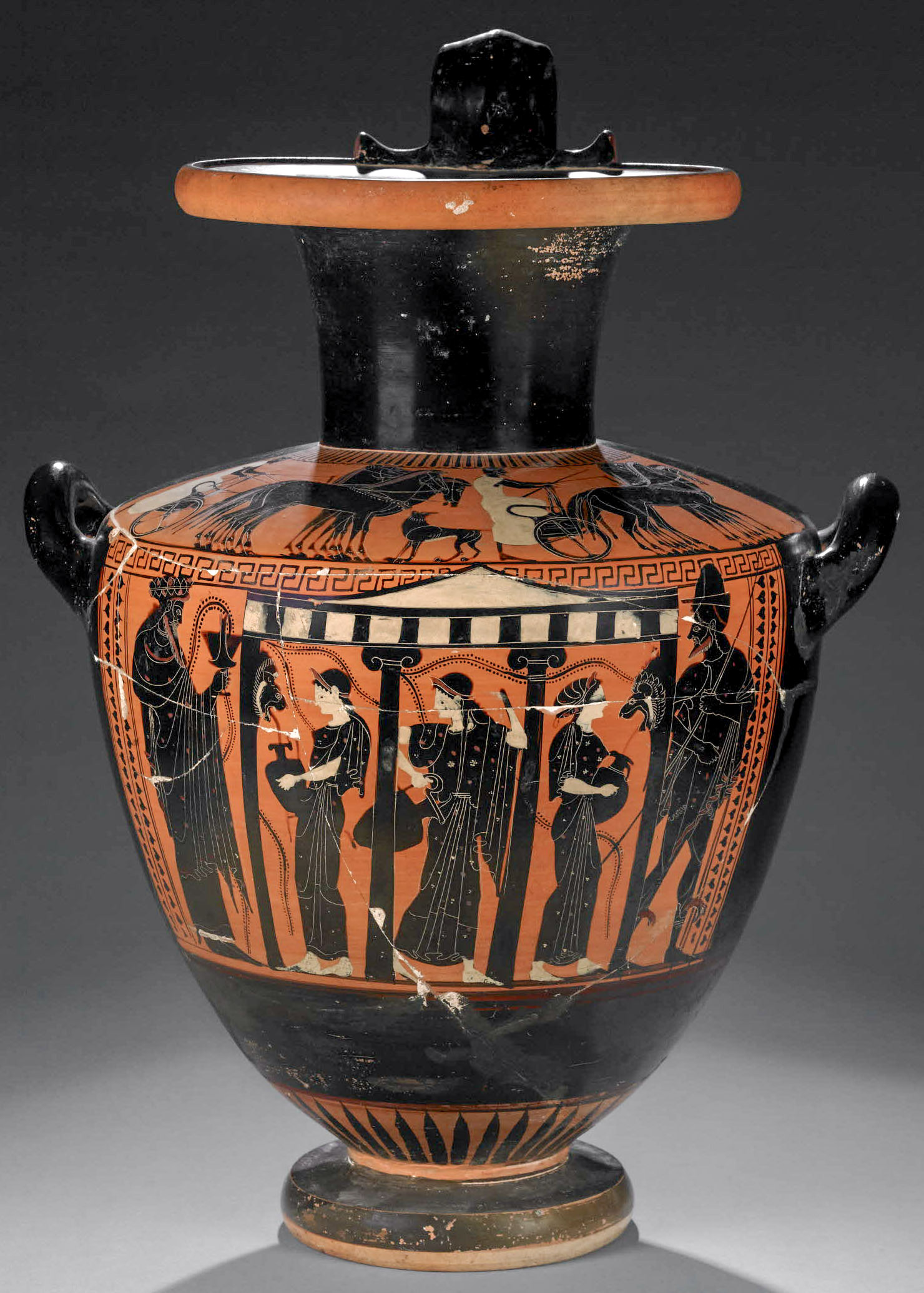
アッティカ黒絵式ヒュドリア 前510年頃